# (1417) Walinskia
(1417) Walinskia ist ein Asteroid des Hauptgürtels, der am 1. April 1937 vom deutschen Astronomen Karl Wilhelm Reinmuth in Heidelberg entdeckt wurde. Die Herkunft des Namens ist unklar.